# Chân Lạc
Chân hoàng hậu (tiếng Trung: 甄皇后; 26 tháng 1 năm 183 - 4 tháng 8, 221), còn được gọi là Chân Phục (甄宓) hoặc Chân Lạc (甄洛), đương thời xưng là Chân phu nhân (甄夫人), là nguyên phối phu nhân của Tào Ngụy Văn Đế Tào Phi, vị Hoàng đế đầu tiên nhà Tào Ngụy. Bà là mẹ của Tào Ngụy Minh Đế Tào Duệ, người kế vị của triều đại này.
Nổi tiếng với nhiều truyền thuyết xoay quanh mình, Chân phu nhân được lưu truyền trong dân gian với sắc đẹp lộng lẫy, đã làm say mê Tào Tháo, Tào Phi cùng Tào Thực. Có một câu nói trong dân gian được cho là ở thời Tam Quốc dùng để miêu tả sắc đẹp của bà: "Giang Nam hữu Nhị Kiều, Hà Bắc Chân Mật tiếu". Bên cạnh đó, nguyên nhân về việc Tào Phi sau khi xưng Đế lại ban chết cho bà, đến nay vẫn thực sự gây tranh cãi, có hai thuyết chính được đưa ra: Tào Phi ghen khi Chân phu nhân được Tào Thực yêu mến, nên ban chết để thỏa cơn giận; một thuyết khác là vì Quách Nữ Vương muốn đoạt sủng, dèm pha Chân phu nhân đến nỗi bị chết oan. Cũng có cách nói gộp vào cả hai ý trên, thực hư thế nào, vẫn không thể kiểm chứng, song những thuyết trên đều được sử dụng trong điện ảnh khi nói về bà.
Đương thời khi còn sống, bà chưa từng được phong làm Hoàng hậu mà chỉ được gọi là Chân phu nhân. Khi Tào Duệ lên ngôi, truy tôn mẹ đẻ thụy hiệu Văn Chiêu hoàng hậu (文昭皇后).

## Cuộc đời

### Xuất thân danh môn
Văn Chiêu Chân hoàng hậu sinh ngày Đinh Dậu, tháng 12 năm Quang Hòa thứ 5 (182), sinh ra tại huyện Vô Cực, Trung Sơn (nay là huyện Vô Cực, thành phố Thạch Gia Trang của tỉnh Hà Bắc, Trung Quốc). Đương thời không ghi chép tên thật của bà, cái tên "Chân Mật" hay "Chân Lạc" là do dân gian gọi bà theo thần thoại về bài thơ Lạc Thần phú của Tào Thực. Về sau, các tác phẩm nghệ thuật đều lấy "Chân Mật" hoặc "Chân Lạc" để gán làm tên thật của bà.
Bà là hậu duệ của Thái bảo nhà Hán là Chân Hàm (甄邯), người đã cưới Khổng thị là con gái Bác Sơn hầu Khổng Quang (孔光) - cháu 14 đời của Khổng Tử. Vào lúc đó, Khổng Quang được Thái hoàng thái hậu Vương Chính Quân nể trọng, cho làm Đế sư của Hán Bình Đế Lưu Khản, thăng đến Thừa tướng, do đó Chân Hàm là con rể cũng được trọng dụng, cùng các anh em họ Chân khác được vào triều làm quan, sau cũng vì thực tài mà Vương Mãng trọng dụng. Từ lý do này, dòng họ Vô Cực Chân thị trở thành một đại thế gia, nhiều đời thế tập chức Quận thủ, hưởng 2.000 thạch bổng lộc.
Thân phụ của Chân thị là Chân Dật (甄逸) từng nhậm Huyện lệnh của huyện Thượng Thái, mẹ Trương thị là người Trường Sơn, sinh ba con trai và năm con gái. Trưởng là Chân Dự (甄豫) mất sớm, con thứ Chân Nghiễm (甄俨) khi lớn đi thi Hiếu liêm được làm chức Lang, sau làm Huyện lệnh của huyện Khúc Lương; con trai thứ 3 là Chân Nghiêu (甄尧) cũng qua thi cử Hiếu liêm. Bốn người chị em của Chân thị, lần lượt gọi là Chân Khương (甄姜), Chân Thuyết (甄脱), Chân Đạo (甄道) và Chân Vinh (甄荣). Riêng Chân thị vẫn không ghi rõ tên gì.
Chân Dật đã mất từ khi Chân thị mới lên 2 tuổi. Dù cha mất sớm, nhưng gia đình họ Chân vẫn còn khá giả. Một lần, Trương phu nhân đưa các con đến gặp một thầy bói tên là Lưu Lương (刘良) xem tướng, ông ta chỉ vào Chân thị mà nói: "Mai này cô bé này sẽ trở thành một người tôn quý". Từ nhỏ đến lớn, Chân thị đối với chuyện xem bói toán này không mảy may thích thú. Khi lên 8 tuổi, có những người múa tạp kỹ cưỡi ngữa trước sân nhà, các anh chị em của bà đều thích thú trèo lên mái nhà mà nhìn, riêng Chân thị không đi. Thấy làm lạ, các chị của bà đều hỏi nguyên do, Chân thị ung dung đáp:"Mấy cái này chỉ có con nít mới thích xem thôi!". Khi lên 9 tuổi, Chân thị rất thích đọc sách, đặc biệt rất thông minh, chỉ cần nhìn qua tiêu đề là đã lĩnh hội được các ý nghĩa, do vậy bà hay cùng các anh trai học chuyện bút nghiên. Các anh trai bà cười nói:"Con gái thì nên học nữ công, sao em lại thích đọc sách, có lợi gì chứ? Chẳng lẽ sau này em muốn đi thi Tiến sĩ, làm Nữ tiến sĩ à?". Chân thị chỉ đáp:"Phụ nữ hiền đức thời xưa, đều xem sai lầm của cổ nhân, cốt để tự nhắc nhở chính mình. Thế không đọc sách, thì lấy gì mà tham khảo chứ?".

### Khoan hòa nhân hậu
Trong cuộc chiến giữa các quân phiệt cuối thời Đông Hán, thiên tai mấy năm liên tục, dân chúng đều phải bán đi của cải để lấy lương thực sống qua ngày. lúc này, gia đình họ Chân có hơn nghìn ngũ cốc dự trữ, nhân cơ hội thu mua rất nhiều vàng bạc bảo vật.
Chân thị lúc ấy mới hơn 10 tuổi, nhìn tình hình mà nói với mẹ rằng:"Loạn thế cầu bảo, thật sự không phải thượng sách. Thất phu vô tội, hoài bích có tội, đây là tham của hại thân. Hiện tại dân chúng đều đang cực kì đói khát, chi bằng nhà ta đem ngũ cốc dự trữ khai ra cứu tế, vào lúc này việc ấy mới chính là ban ơn đức hạnh!". Cả nhà đều thấy lời nói của bà có lý, vì vậy đem toàn bộ lương thực dự trữ trong nhà tiến hành phân phát cho nạn dân.
Vào năm Chân thị được 14 tuổi, anh thứ Chân Nghiễm qua đời. Chân thị rất bi thương, đối với chị dâu thập phần kính trọng hòa nhã, lúc nào cũng tranh thủ giúp đỡ chị dâu chuyện nhà cửa, còn chăm sóc rất tận tâm các con của Chân Nghiễm. Mẹ của Chân thị là Trương phu nhân, tính tình cũng gọi là nghiêm khắc, do vậy thường lấy quy củ mà làm khó dễ con dâu, Chân thị khuyên mẹ:"Đại ca bất hạnh mất sớm, đại tẩu tuổi trẻ thủ tiết, lại muốn chiếu cố con trẻ, tuy tẩu là con dâu, nhưng xin mẹ hãy xem như con gái ruột cho thêm phần an ủi!". Sau đó, Trương phu nhân cảm động, thường ngày hay qua lại bên nhà Chân Nghiễm giúp đỡ con dâu.
Bà lớn lên khi Viên Thiệu đã làm chủ Hà Bắc, bao gồm Ký châu, U châu, Tinh châu và Thanh châu. Vào độ giữa thời Kiến An (196 - 220) của Hán Hiến Đế, Chân thị kết hôn với Viên Hy, con trai thứ hai của Viên Thiệu. Một thời gian sau, Viên Thiệu sai Viên Hy đi trấn thủ U châu (幽州; nay là Bắc Kinh, Thiên Tân, và phía tây Liêu Ninh) nhưng bà không theo mà vẫn ở lại Nghiệp Thành - thủ phủ Ký châu để hầu hạ mẹ chồng.

### Làm dâu họ Tào
Về sau, Viên Thiệu bị Tào Tháo đánh bại trong trận Quan Độ, nhà họ Viên sụp đổ. Anh Viên Hy là Viên Đàm và em Hy là Viên Thượng tranh giành quyền thừa kế. Tào Tháo nhân đó chia rẽ và đánh bại anh em Viên Đàm và Viên Hy, tiêu diệt hi vọng cuối cùng của họ Viên. Từ đó, nhà họ Viên - thế lực duy nhất kình cựa được họ Tào, đã chính thức sụp đổ.
Năm Kiến An thứ 9 (204), Tào Tháo hạ được Nghiệp Thành, bắt sống gia quyến họ Viên. Chân thị là con dâu của Viên Thiệu, sau lại trở thành vợ của con trai thứ của Tào Tháo là Tào Phi - khi đó mới 18 tuổi, còn Chân thị đã 22 tuổi. Năm Kiến An thứ 12 (207), Viên Hy cùng Viên Thượng chạy trốn lên Liêu Đông và bị Công Tôn Khang giết chết, nộp đầu cho Tào Tháo.
Câu chuyện Chân thị từ dâu họ Viên trở thành dâu họ Tào mang nhiều yếu tố cảm hứng truyền tụng, bởi vì bà đã cùng lúc làm dâu cho hai dòng họ đối địch nhau và cũng là kẻ thù không đội trời chung của nhau nhất khi ấy. Chuyện bà gặp được Tào Phi về sau được thêu dệt nên rất nhiều, đa phần đều nói rằng chính dung mạo của bà đã làm lay động vị công tử họ Tào, và dù bà đã từng là vợ của kẻ thù họ Viên, Tào Phi cùng Tào Tháo cũng vẫn nạp bà làm dâu họ Tào. Sách Thế thuyết tân ngữ có dẫn một câu chuyện rằng, khi thắng trận, Tào Phi dẫn quân xông thẳng vào phủ họ Viên, thấy hai người đàn bà mặt mày lắm lem đang ôm nhau khóc phía sau lưng Lưu phu nhân, hỏi ra thì là con dâu thứ của Viên Thiệu, liền lệnh cho người khác rửa sạch mặt mũi Chân thị để nhìn rõ. Khi Tào Phi nhìn thấy dung mạo thực sự của Chân thị, choáng ngợp và động lòng vì nhan sắc cực diễm lệ, Tào Phi liền nạp Chân thị làm Chính thê, thập phần sủng ái.
Loại có thuyết nói, khi Tào Phi xông vào Viên phủ, Lưu phu nhân cùng Chân thị đang ở sảnh đường. Do quá sợ hãi, Chân thị úp mặt vào đầu gối Lưu phu nhân, không dám ngẩng lên, Tào Phi muốn xem mặt, Lưu phu nhân bèn nâng cằm của Chân thị lên cho Tào Phi nhìn rõ. Quả nhiên, nhan sắc của Chân thị khiến Tào Phi choáng ngợp, bèn nạp làm chính thê, rất sủng ái. Sau khi lấy Tào Phi 8 tháng, bà sinh ra Tào Duệ. Hai người còn có với nhau một con gái, gọi là Đông Hương công chúa (东乡公主).
Trong phủ Tào Phi có rất nhiều thiếp, đều lấy vì mục đích chính trị, hoặc số ít là do Tào Phi ưa thích mà nạp. Chân thị khi là chính thất phu nhân, đối với người được Tào Phi ủng ái hết sức hòa nhã, đối với những người vô sủng cũng khoan hồng đãi ngộ, bà thường nói với Tào Phi rằng:"Các Hoàng đế thời xưa, có nhiều con cái nối dõi là do nạp rất nhiều thiếp thị. Phu quân cũng nên cân nhắc, nạp thêm những nữ tử hiền đức xinh đẹp, là để người nối dõi tông đường thêm nhiều, có là đại phúc của gia tộc". Tào Phi nghe qua, thầm khen Chân thị chu đáo. Về sau, Tào Phi muốn đuổi một người thiếp trong phủ là Nhậm thị, nhưng Chân thị thỉnh cầu nói:"Nhậm thị là người Hương Đảng, bất luận phẩm đức, sắc đẹp, thiếp đều thua kém, ngài vì sao muốn biếm đi?". Tào Phi nói:"Nhậm thị tính tình nóng nảy, không ôn nhu, nàng ta oán hận ta không chỉ một lần, lần này nên đuổi đi!". Chân thị khóc nói rằng:"Thiếp chịu ơn của ngài, trong ngài đều biết, ngài đuổi đi Nhậm thị, tức bọn họ sẽ nghĩ đều do thiếp mà ra. Việc lọt đến tai cha mẹ, hai ngài sẽ cho rằng thiếp ghen tuông, kẻ dưới lại nói thiếp tội chuyên sủng. Hi vọng ngài suy xét kỹ thêm!". Rốt cuộc, Tào Phi vẫn nhất quyết đuổi Nhậm thị đi.
Trong thời gian làm dâu, Chân thị cũng được tiếng hiếu thuận với mẹ chồng là Biện phu nhân. Năm Kiến An thứ 16 (211), Biện phu nhân đi theo Tào Tháo đến phía Tây, nhưng đột nhiên bệnh, phải ở lại Mạnh Tân, lúc đó Chân thị cùng Tào Phi lại được lệnh lưu thủ Nghiệp Thành. Do không thể chiếu cố chăm sóc mẹ chồng, Chân thị hay lặng lẽ khóc, kẻ dưới nói rằng Biện phu nhân đã hồi phục rồi, nhưng Chân thị lại nói:"Phu nhân ở nhà, bệnh cũ thường tái phát, mỗi lần rất lâu sau mới khỏi, lần này vì sao có thể khỏe mạnh nhanh như vậy? Các ngươi chớ có gạt ta để an ủi". Sau đó, chính Biện phu nhân viết thư hồi âm bệnh tình của mình, Chân thị mới an tâm hơn hẳn. Sang năm sau (212), tháng giêng, đại quân trở về, Chân thị đi nghênh đón, Biện phu nhân thấy con dâu quan tâm mình như vậy, xúc động rơi lệ, càng thêm yêu quý, nói: "Thật là một đứa con dâu hiếu thuận!".

## Cái chết

### Chính sử ghi lại
Năm Kiến An thứ 25 (220), tháng giêng, Tào Phi kế thừa Ngụy vương, lập con cả Tào Duệ làm "Vũ Đức hầu" (武德侯). Tháng 6, quân Ngụy Nam chinh, Chân phu nhân ở lại Nghiệp Thành. Tháng 10, Hán Hiến Đế bị ép buộc, tiến hành thiện nhượng cho Tào Phi, lập ra Tào Ngụy, sử gọi Ngụy Văn Đế.
Năm Hoàng Sơ thứ 2 (221), tháng 6, Tào Phi sai sứ giả đến ban chết Chân phu nhân, bà được an táng tại Nghiệp Thành. Về cái chết của bà, Tam quốc chí thuật lại rằng, khi Tào Phi xưng Đế, ông lạnh nhạt với chính thất Chân phu nhân, mà lại sủng ái Quý tần Quách Nữ Vương cùng các Lý Quý nhân, rồi Âm Quý nhân, sau đó lại nạp thêm hai con gái của Hán Hiến Đế, dù Chân thị là Chính thất phu nhân cũng không hề được ra chỉ lập làm Hoàng hậu. Chính vì lý do này, Chân phu nhân có sinh oán hận, Tào Phi nghe được, rất giận nên ban chết.

### Nguyên nhân
Sách Tam quốc chí ghi, khi ấy, Tào Phi hỏi Chu Tuyên: "Ta mơ thấy trên cung điện có hai mảnh ngói rơi xuống, hóa thành đôi uyên ương, đó là điềm gì chăng?". Chu Tuyên nói:"Chỉ sợ trong hậu cung sẽ có người bạo vong!". Tào Phi nói: "Ta là nói gạt ngươi thôi!". Nhưng Chu Tuyên lại nói:"Nằm mơ thường thể hiện mối bận tâm trong lòng, nếu có thể liên hệ hình ảnh cùng ngôn từ, tất sẽ bói được hung hay cát!". Còn chưa có nói xong, viên Hoàng môn lệnh cấp báo trong hậu cung có chuyện tàn sát lẫn nhau. Không lâu sau, Tào Phi lại nói với Chu Tuyên:"Hôm qua ta mơ thấy có cột khói thẳng lên trời". Chu Tuyên nói: "E rằng trong hậu cung sẽ có quý phụ chết oan". Tào Phi nghe đến rất hối hận, vì ông vừa ban chiếu hạ tuyên chết Chân phu nhân, muốn gọi lại nhưng đã không kịp.
Bên cạnh đó, theo đoạn trích từ "Ngụy thư" (魏書) do Bùi Tùng Chi ghi chép dẫn vào truyện hành trạng của Chân phu nhân trong Tam quốc chí, Tào Phi khi đến Lạc Dương không bỏ mặc Chân phu nhân, mà ra chiếu chỉ đón Chân phu nhân vào Trường Thu cung (長秋宮), cung điện dành cho Hoàng hậu thời Đông Hán tại Lạc Dương. Chân phu nhân từ chối vì tự nhận mình không đủ khả năng quản lý hậu cung và vì bản thân mang bệnh, đó là vào khoảng mùa hè năm đó. Tào Phi khi ấy định sang mùa thu sẽ đưa Chân phu nhân cùng mình đến Lạc Dương, thế nhưng bà lại đột ngột qua đời. Theo ghi chép này, Tào Phi đã rất cảm thương bà và để tang, truy tặng bà làm Hoàng hậu. Đối với thông tin này, Bùi Tùng Chi nghi ngờ tính xác thực và ông cho rằng nguyên nhân khác khiến Tào Phi khiển bà tự sát, bao gồm thuyết bà có tư tình với em trai ông là Tào Thực.
Học giả Lư Bật (卢弼) trong Tam Quốc Chí tập giải (三国志集解) cho rằng, nguyên nhân cái chết của Chân phu nhân liên quan đến vấn đề chính trị. Căn cứ "Thế thuyết Tân ngữ", khi Tào Tháo cùng Tào Phi đánh hạ Nghiệp Thành, Tào Tháo nghe đến mỹ mạo của Chân thị, muốn triệu kiến, nhưng Tào Phi đã nhanh chân đến trước, còn cầu xin nạp Chân thị làm phu nhân, Tào Tháo thốt lên "Kim thiên phá tặc chính vi nô" (Nguyên văn: 今年破贼正为奴). Lư Bật cho rằng Tào Phi vào thời gian sau cứ bị chần chừ mãi không được lập làm Trữ, rất có thể là do duyên cố này. Ngày ra, "Quách hậu truyện" (郭后传) có ghi "Văn Đế định vi Tự, Hậu hữu mưu" (Nguyên văn: 文帝定为嗣，后有谋), cho thấy vai trò rất rõ của Quách thị trong việc giúp Tào Phi được thành người kế vị của Tào Tháo, đó là lý do vì sao Quách thị sau đó tối sủng, Chân phu nhân thì bị ghẻ lạnh. Mặt khác, lại có tin truyền rằng Chân phu nhân mang thai Tào Duệ, là cốt nhục của Viên Hy chứ không phải của Tào Phi, và rằng chính Tào Phi giết Chân phu nhân chính là để bịt hết đầu mối, ngăn chặn tin tức lan truyền.

### Ghi chép khác
Theo Ngụy lược, năm đó Chân phu nhân bị Quách Quý tần dèm pha mà hại. Trước khi bị ban chết, Chân phu nhân đã gửi con trai là Tào Duệ cho một phi tần khác là Lý phu nhân. Sau khi Tào Duệ lên ngôi, tôn Quách thị làm Thái hậu, mấy lần hỏi đến Quách Thái hậu chuyện cũ của mẹ mình, nên Quách Thái hậu sợ hãi mà chết. Do Quách Thái hậu đã mất, Lý phu nhân lúc này mới nói sự thực chuyện Chân hậu cho Tào Duệ nghe, ông bi thống không thôi, đem tóc che hết mặt của Quách Thái hậu rồi mới an táng bà ta.
Hán Tấn xuân thu cùng Tư trị thông giám ghi lại Chân phu nhân là bởi vì Quách thị được sủng ái gièm pha mà chết. Sau khi Tào Duệ kế vị, trong lòng phẫn hận, mấy lần khóc hỏi Quách Thái hậu chuyện cũ. Quách Thái hậu tức giận nói: "Tiên đế ban cho bà ta tội chết liên can gì tới ta? Huống hồ người là con của Tiên đế lẽ nào lại truy tội người cha đã chết của mình, rồi vì người mẹ chết mà ép chết người mẹ sau?". Tào Duệ càng thêm tức giận, bức tử Quách Thái hậu.
Học giả Lư Bật ghi trong Tam Quốc Chí tập giải lại tỏ ra nghi ngờ về các giả thiết này, vì thời điểm Chân phu nhân bị ban chết là năm Hoàng Sơ thứ 2, Tào Duệ đã 17 tuổi, cái chết của mẹ ruột không lẽ không thể biết rõ, còn phải dò hỏi Quách Thái hậu chăng?.

## Hậu sự
Năm Hoàng Sơ thứ 3 (222), Tào Phi lập Quách Quý tần làm Hoàng hậu. Tuy vậy, vì Quách hậu không có con nên Tào Phi lấy con của Chân phu nhân là Tào Duệ cho Quách hậu nuôi dưỡng, khác với đa số truyền thuyết nói về mối quan hệ thù đích giữa Chân phu nhân và Quách hậu, ngược lại trong sử sách ghi nhận Quách hậu rất yêu quý Tào Duệ. Năm Hoàng Sơ thứ 7 (226), Thái tử Tào Duệ kế vị, sử gọi Ngụy Minh Đế. Hoàng hậu Quách thị không phải là mẹ ruột của Ngụy Minh Đế, thế nhưng do là Hoàng hậu của Tiên Hoàng đế Tào Phi, bà được tôn làm Hoàng thái hậu.
Vào lúc ấy, Ngụy Minh Đế nhớ đến mẹ ruột, nghĩ đến chuyện truy phong Chân phu nhân làm Hoàng hậu. Chưởng lễ quan sau đó dâng sớ tấu nên dâng thụy hiệu thêm cho Chân hậu, lấy chữ "Văn" trong thụy của Tiên đế cùng một chữ mang tính diễn tả, nên là Văn Chiêu hoàng hậu (文昭皇后). Minh Đế Tào Duệ sai Tư không Vương Lãng cầm Tiết, dùng lễ Tam sinh đến bái vọng và hiến tế lăng mộ của Chân hậu tại Nghiệp Thành.
Năm Thái Hòa nguyên niên (227), tháng 3, Tào Duệ lấy 1000 hộ trong hương An Thành, huyện Ngụy Xương mà truy phong cho cha của Chân hậu là Chân Dật, truy tặng làm An Thành hương Kính hầu (安城乡敬侯). Tháng 4 năm đó, Tào Duệ cho xây tổ miếu ở Lạc Dương, đào được một khối ngọc tỉ, có 6 chữ: "Thiên tử tiện tư từ thân" (天子羡思慈亲) nên rất cảm động. Từ đó về sau, Tào Duệ thường mơ thấy mẫu thân, nên rất thiện đãi người nhà họ Chân, nâng chức vị của cháu Chân hậu là Chân Tượng (甄像) thành "Trung lang tướng".
Năm Thái Hòa thứ 4 (230), mẹ của Chân hậu là Trương phu nhân qua đời, Tào Duệ đích thân mặc áo tang đi tế bà ngoại, bá quan cũng đến viếng tang. Cùng năm tháng 11, sau khi an táng bà ngoại Trương thị, Tào Duệ thấy lăng mộ của Chân hậu ở Nghiệp Thành quá mức đơn giản, bèn dùng Chân Tượng kiêm chức Thái úy, cầm cờ Tiết đại diện Thiên tử đến Nghiệp Thành, bố cáo Thiên địa thần thánh, dùng đại lễ cải táng Chân hậu vào Triều Dương lăng (朝阳陵). Sau khi hoàn thành việc, Chân Tượng được thăng "Tán kỵ Thường thị" (散骑常侍)
Năm Thanh Long thứ 2 (234), Minh Đế truy tặng anh của Chân hậu là Chân Nghiễm là An Thành hương Mục hầu (安城乡穆侯); lấy con trai Chân Nghiễm là Chân Tượng thừa tập tước vị. Sau khi Chân Tượng mất, tặng làm "Trinh hầu" (贞侯), cả nhà họ Chân được tập tước nâng thành Ngụy Xương huyện hầu. Con trai Chân Tượng là Chân Sướng (甄畅) kế thừa tước vị, các anh em khác đều dự hàng Liệt hầu. Ngoài ra, Trương thị cũng được truy tặng làm An Hỉ quân (安喜君), còn cữu mẫu Lưu thị - vợ của Chân Nghiễm được phong làm Đông Hương quân (东乡君).
Năm Cảnh Sơ nguyên niên (237), mùa hạ, 7 tòa tông miếu thờ phụng tổ tiên họ Tào đã hoàn thành, phân biệt hiến tế liệt tổ liệt tông. Mùa đông, bọn họ lại tấu thỉnh với Minh Đế, đại khái nói:"Hiện tại Hoàng thượng đã vì Văn Chiêu hoàng hậu xây cất tẩm miếu, giống như người đời xây cất tẩm miếu cho Khương Nguyên. Nhưng Hoàng thượng chưa công bố chiếu lệnh, xác nhận tẩm miếu của Văn Chiêu hoàng hậu về sau vĩnh viễn được hưởng hiến tế cùng bảo hộ, như vậy nếu luận đến công tích cùng sự nhân đức của Văn Chiêu hoàng hậu, thì Hoàng thượng không thể toại nguyện lòng báo hiếu với sinh mẫu, hậu nhân cũng không thể thành toàn một tấm lòng chí hiếu của Hoàng thượng đối với Văn Chiêu hoàng hậu! Vì vậy chúng thần tấu thỉnh Hoàng thượng ân chuẩn, tẩm miếu của Văn Chiêu hoàng hậu đời đời được nhận hiến tế, cùng với Thần miếu của tổ tông Đại Ngụy đều thụ hưởng đãi ngộ như nhau, cũng lấy triều đình ban bố pháp lệnh vĩnh viễn không được hủy bỏ, để to điểm cho phong phạm của Văn Chiêu hoàng hậu vậy!". Minh Đế Tào Duệ hoàn toàn tán đồng biểu dâng này, lệnh cho tẩm miếu của Chân hậu từ đó về sau cùng với các lăng tẩm của Tiên đế họ Tào hưởng đãi ngộ như nhau, còn khắc lệnh vào Kim đỉnh, lưu truyền hậu thế.
Minh Đế Tào Duệ đối với nhà mẹ đẻ họ Chân cũng hết sức chăm sóc. Chân Sướng vào năm cuối Cảnh Sơ (239) thì nhậm "Xạ thanh Giáo úy" (射声校尉), kiêm thêm "Tán kỵ Thường thị" (散骑常侍), còn đặc biệt ban cho một tòa dinh thự rất xa hoa trong kinh thành. Khi xây cất xong, Minh Đế còn tự mình đến xem, rồi lại vì mẹ Chân hậu mà xây lên một tòa "Quan miếu" (觀廟), ngõ phố đặt tên là "Vị Dương" (渭阳), có ý tưởng niệm Chân hậu.

## Tác phẩm
Chân phu nhân có tài năng thi phú, tương truyền bà đã viết Đường Thượng Hành (塘上行) sau khi bị Tào Phi ghẻ lạnh. Nội dung bài thơ rất tha thiết và thể hiện tâm tình của một người vợ đối với chồng, lưu truyền hậu thế.
| 塘上行 ... 浦生我池中， 其葉何离离。 果能行仁義， 莫若妾自知。 眾品鑠黃金， 使君生別离。 念君去我時， 獨愁常苦悲。 想見君顏色， 感結傷心脾。 念君常苦悲， 夜夜不能寐。 莫以賢豪故， 捐棄素所愛。 莫以魚肉賤， 捐棄蔥與薤。 莫以麻枲賤， 捐棄菅與蒯。 出亦復愁苦， 入亦更苦愁。 邊地多悲風， 樹木何蓊蓊。 從軍致獨樂， 延年壽千秋。 | Đường thượng hành ... Phố sinh ngã trì trung, Kỳ diệp hà ly ly. Quả năng hành nhân nghĩa, Mạc nhược thiếp tự tri. Chúng phẩm thước hoàng kim, Sứ quân sinh biệt ly. Niệm quân khứ ngã thì, Độc sầu thường khổ bi. Tưởng kiến quân nhan sắc, Cảm kết thương tâm tỳ. Niệm quân thường khổ bi, Dạ dạ bất năng mị. Mạc dĩ hiền hào cố, Quyên khí tố sở ái. Mạc dĩ ngư nhục tiện, Quyên khí thông dữ giới. Mạc dĩ ma tỷ tiện, Quyên khí gian dữ khoái. Xuất diệc phục sầu khổ, Nhập diệc cánh khổ sầu. Biên địa đa bi phong, Thụ mộc hà ống ống. Tòng quân trí độc lạc, Diên niên thọ thiên thu. | Đi trên bờ đầm ... Cỏ bồ mọc trong đầm, Lá ấy sao xen đầy. Ví có làm nhân nghĩa, Không bằng thiếp tự hay. Miệng người chảy sắt thép, Khiến chàng xa chân mây. Nhớ khi chàng li biệt, Một mình oán hận đầy. Hình dáng chàng tưởng đến, Lòng dạ trĩu đắng cay. Nhớ chàng luôn buồn thương, Giấc ngủ đêm không đến. Đừng vì chuyện tài hoa, Quên thứ mình quý mến. Đừng vì thịt cá rẻ, Mà quên tỏi với hành. Đừng vì đay tơ mềm, Mà quên gianh với có. Bước ra lại khổ sầu, Bước vào càng thêm khổ. Biên ải nhiều gió buốt, Cỏ cây sao rậm rì. Đi lính mà vui được, Tuổi thọ dài ngàn thâu. |

## Truyền thuyết

### Nạp Đát Kỷ cho Chu Công
Câu chuyện Chân phu nhân được họ Tào nạp làm dâu có rất nhiều truyền thuyết, phải nói đến một thuyết của sách Ngụy thị Xuân thu (魏氏春秋), đại thần Khổng Dung đã chê trách việc làm này của Tào Tháo, ví von tựa như "Nạp Đát Kỷ cho Chu Công" vậy.
| “                                | 袁绍之败也，而操子丕私纳甄氏。融与太祖书曰：“武王伐纣，以妲己赐周公。”太祖以融学博，谓书传所纪。后见，问之，对曰：“以今度之，想其当然耳！” . Khi Viên Thiệu bị bại, con trai của Tào Tháo là Tào Phi tự ý nạp Chân thị làm chính thê. Khổng Dung viết thư cho Tào Tháo nói:"Vũ vương phạt Trụ, nạp Đát Kỷ cho Chu Công". Tào Tháo bởi vì biết Khổng Dung học thức uyên bác, cho là cố truyện chưa được chép trong sách xưa. (Bởi vì các sách cổ chưa từng nghe qua chuyện Chu Vũ vương Cơ Phát đem Đát Kỷ ban cho Chu Công Cơ Đán bao giờ) Sau lại gặp, Tào Tháo lại hỏi, Khổng Dung đáp:"Nhìn tình hình hiện tại, tức khắc sẽ hiểu!" | ” |
| — "Ngụy thị Xuân thu" - 魏氏春秋 | |   |

### Chân hậu xuất bái
Khi Tào Phi làm Thế tử, đã từng thỉnh yến đãi các vị "Văn học duyện" (文学椽; một chức vụ cố vấn cho các công tử), khách khứa đang vui, Tào Phi mệnh Phu nhân Chân thị ra bái, các khách khứa khi ấy đều dập đầu theo lễ, duy chỉ có Lưu Trinh (刘桢) không bái tạ, ngược lại còn nhìn thẳng phu nhân, cực kỳ vô lễ. Tào Tháo nghe nói chuyện này, liền trừng phạt Lưu Trinh. Từ đó lưu truyền điển tích Chân hậu xuất bái, Lưu Trinh bình thị (甄后出拜，刘桢平视).
| “                          | 刘桢，字公干，少有才辩。常豫魏文帝座，见甄后不伏，武帝尝怒，配上方。武帝辇至上方，观作署，桢故匡坐正色，磨石不仰。武帝问曰："石何如？"桢因得喻己自理，跪对曰："石出自荆山玄岩之巅，外有五色之章，内有含和之珍，摩之不加莹，雕之不增美，禀气坚贞，受兹自然。顾其理枉屈纡绕，犹不得中。"武帝顾左右大笑，即日还宫，赦桢，复署吏。 . Lưu Trinh, tự Công Can, thuở trẻ có tài biện luận. Ông thường dự yến của Ngụy Văn Đế (tức Tào Phi), thấy Chân hậu không cúi đầu, Vũ Đế (chỉ Tào Tháo) biết được giận lắm, biếm đi Thượng Phương. Khi Vũ Đế ngồi xe đến Thượng Phương, đến Tác thự, Trinh đang ở giữa nhà, mài đá không ngẩng đầu lên. Vũ Đế hỏi:"Đá thế nào?". Lưu Trinh quỳ xuống nói:"Đá này từ đỉnh núi nham huyện Kinh Sơn, bên ngoài có hoa văn ngũ sắc, bên trong có vật báu. Mài đá này không thêm sáng, điêu khắc lên cũng chẳng đẹp, bẩm khí kiên trinh, thụ tư tự nhiên. Cố kì lí uổng khuất hu nhiễu, do bất đắc trung". Vũ Đế nhìn tả hữu cười to, về lại cung thất, tha cho Trinh, phục lại chức. | ” |
| — "Văn sĩ truyện" - 文士传 | |   |

| “                                   | 其后太子尝请诸文学，酒酣坐欢，命夫人甄氏出拜。坐中众人咸伏；而桢独平视。太祖闻之，乃收桢，减死输作。 . Sau đó Thái tử thiết đãi các Văn học duyện, rượu vào cùng vui, mệnh Phu nhân Chân thị xuất bái. Các sĩ thứ khác đều dập đầu, riêng Trinh nhìn thẳng. Thái Tổ biết chuyện, giam Trinh, sau tha chết mà chỉ đi đày. | ” |
| — Tam quốc chí - "Lưu Trinh truyện" | |   |

### Linh xà kế
| “                              | 甄后既入魏宫，宫庭有一绿蛇，口中恒吐赤珠，若梧子大，不伤人，人欲害之。则不见矣。每日后梳妆，则盘结一髻形于后前，后异之，因效而为髻，巧夺天工，故后髻每日不同，号为灵蛇髻，宫人拟之，十不得一二也。视蛇之盘形而得到启发，因而仿之为髻。 . Chân hậu nhập cung Ngụy, trong cung có một con rắn lục, trong miệng nhả ra châu ngọc màu đỏ, không tấn công người, hễ khi có người lại gần thì sẽ biến mất. Chân hậu mỗi ngày trang điểm, rắn này mới cuộn thành như hình búi tóc trước mặt bà, Chân hậu cảm thấy rất kỳ quái, cho nên mới cho người búi tóc y như búi tóc mà con rắn bày ra, xảo đoạt thiên công, mỗi ngày búi tóc của bà đều khác nhau. Đấy gọi là "Linh xà kế". Các cung nhân bắt chước theo tóc của Chân hậu, đều không bì được độ mỹ lệ. | ” |
| — "Thải lan tạp ký" - 采兰杂记 | |   |

### Nghiệp trung phụ nhân
| “                                 | 窦建德，常发邺中一墓，无他物。开棺，见妇人，颜色如生，姿容绝丽，可年二十余。衣物形制，非近世者。候之，似有气息。乃收还军养之，三日而生，能言。云：“我魏文帝宫人，随甄皇后在邺，死葬于此。命当更生，而我无家属可以申诉，遂至幽隔。不知今乃何时也。”说甄后见害，了了分明。建德甚宠爱之。其后建德为太宗所灭，帝将纳之。乃具以事白，且辞曰：“妾幽闭黄壤，已三百年，非窦公何以得见今日，死乃妾之分也。”遂饮恨而卒，帝甚伤之。 . Đậu Kiến Đức đã từng khai quật một tòa cổ mộ tại Nghiệp Thành, trong mộ không có vật phẩm gì, mở ra chỉ thấy một người phụ nữ, nhan sắc sinh động hệt như khi còn sống, tư dung diễm lệ, nhìn qua chỉ độ 20 tuổi, bộ quần áo đang mặc cũng không phải là quần áo đương thời, hơn nữa nhìn qua có vẻ là còn đang thở. Vì thế Đậu Kiến Đức đem thi thể vào doanh trại. Ba ngày sau, người phụ nữ ấy tỉnh lại, nói:"Ta là cung nhân của Ngụy Văn Đế, đi theo Chân Hoàng hậu ở Nghiệp Thành, sau khi chết thì được táng ở đây. Mệnh được tái sinh, nhưng lại không còn thân thuộc, nên vẫn luôn ở trong mộ bấy lâu nay, bây giờ đã không biết thời nào. Sau đó, vị cung nhân này còn nói tiếp câu chuyện của Chân hậu, Đậu Kiến Đức sủng ái nàng ta lắm, đem vào hậu cung. Sau khi Đậu Kiến Đức bị Đường Thái Tông dẹp, muốn nạp nàng ta, nhưng vị cung nhân này nói rằng:"Thiếp thân đã ở trong đất sâu hơn 300 năm, nếu không có Đậu Công thì nào đã có cơ hội trở lại dương thế. Nay Đậu Công đã chết, thiếp cũng không thể sống!". Vì thế ôm hận mà chết, Thái Tông thương tâm lắm. | ” |
| — "Thái bình quảng ký" - 太平广记 | |   |

### Lạc Thần phú
Có ý kiến cho rằng ngoài Tào Phi, Chân phu nhân còn được một người con khác của Tào Tháo là Tào Thực đem lòng yêu.
Giả thiết này dựa vào việc năm 222, sau khi Chân phu nhân mất 1 năm, Tào Thực khi đi chầu ở kinh sư ngang qua sông Lạc, đã làm bài Lạc thần phú để tỏ lòng tấm lòng của Tào Thực đối với nữ thần con sông là Phục phi. Nhiều ý kiến cho rằng, hình tượng Phục phi tuyệt trần trong tác phẩm này chính là Chân phu nhân. Học giả Trung Quốc là Dịch Quân Tả cho rằng: Tào Thực mộng thấy gặp lại bà ở bên bờ Lạc Thủy, và bà đã tặng cho Tào Thực một chiếc gối. Khi tỉnh giấc, Tào Thực tả lâm ly trong bài phú nổi tiếng Cảm Chân phú (感甄赋), Phiên nhược kinh hồng, Uyển nhược du long, vinh diệu thu cúc, hoa mậu xuân tung. để thể hiện tấm chân tình của mình mà sau Tào Phi ghét cay ghét đắng đổi lại là Lạc Thần phú, vì cảm thấy tên cũ quá lộ liễu, dễ khiến người đời liên tưởng đến mối tình chị dâu em chồng giữa Tào Thực và nàng Chân.

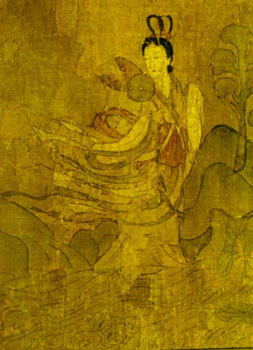
Lạc Thần phú đồ (洛神赋图), vẽ lại Lạc Thần

Sách Chiêu minh văn tuyển thời nhà Lương có ghi lại câu chuyện này:
| “ | Ngụy Đông A vương (tức Tào Thực), vào cuối đời Hán từng cầu thú con gái Chân Dật làm phi, Thái Tổ (tức Tào Tháo) lại đem nàng ban cho Ngũ quan Trung lang tướng (tức Tào Phi), Thực vì thế mà buồn bực lắm, ngày tư đêm tưởng. Những năm Hoàng Sơ, (Tào Thực) vào triều, Đế (tức Tào Phi) đem một cái gối chạm ngọc vàng của Chân hậu, Thực nhìn thấy bất giác mà khóc. Khi đó, Chân hậu đã bị Quách hậu sàm tấu mà chết. Đế biết ý, khiển Thái tử lưu yến đãi Thực, vẫn để cái gối ấy ban cho Thực. Sau đó, Tào Thực về nằm mơ thấy được đến bờ Lạc Thủy, nhớ Chân hậu lắm, thì bỗng thấy một nữ tử đến nói:"Ta ký thác tấm lòng cho quân vương, nhưng rốt cục không được toại nguyện. Gối này là của ta từ trước khi gả, trước đã từng đưa cho Ngũ quan Trung lang tướng, nay đưa cho quân vương vậy!". Nữ tử nói xong, liền biến mất. Sau đó, lại sai người đưa đến một ngọc châu cho Vương, Vương lấy làm ngọc bội, ra chiều vừa bi thống vừa vui sướng lắm! | ” |

Tuy nhiên trong giới sử học Trung Quốc, các học giả đều bác bỏ câu chuyện lãng mạn hóa này giữa bà và Tào Thực. Khi Tào Tháo tiến vào Nghiệp Thành bắt gia quyến họ Viên, Tào Thực mới lên 13 tuổi, vì vậy dù Chân phu nhân lấy Tào Phi và Tào Thực có tình ý với chị dâu thì bà cũng không có tình ý gì với Tào Thực. Bài Lạc Thần phú là Tào Thực làm phú về thần sông Lạc Thủy gần Lạc Dương, gọi là Lạc Thần, còn có tên là Phục Phi, con gái của Phục Hi. Nếu Tào Thực tưởng nhớ Chân phu nhân thì phải tôn bà làm thần sông Chương ở gần Nghiệp Thành - nơi đặt mộ bà - chứ không thể gọi bà là Lạc Thần.
Cũng từ đây, do hệ quả của tuyên truyền văn hóa và các câu chuyện dân gian, dù thực tế sử sách không truyền lại tên thật của bà nhưng Chân phu nhân luôn được gọi với những cái tên dựa vào câu chuyện về Lạc Thần phú, như Chân Phục (甄宓), Chân Lạc (甄洛), Chân phi (甄妃) hay Lạc Thần Phục Phi (洛神宓妃).

## Trong văn hóa nghệ thuật

Poster phim Lạc Thần của TVB

Hình tượng Chân phu nhân thường được lấy cảm hứng làm nên các tác phẩm nghệ thuật, phim ảnh, tiểu thuyết, do câu chuyện bi kịch và truyền thuyết về nhan sắc lộng lẫy của bà.
Nghệ thuật sân khấu cũng có những vở diễn về Chân phu nhân. Như Việt kịch (粤剧) có vở Tào Thực dữ Chân Lạc (曹植与甄洛); Kinh kịch có vở Lạc Thần (洛神). Thể loại Ca tử hí (歌仔戲) cũng có rất nhiều vở về Chân phu nhân, như Kim lũ ca (金縷歌), Yến ca hành (燕歌行),... Ngoài ra, tiểu thuyết cảm hứng về bà còn có Lạc Thần của Nam Cung Bác (南宮搏), Hậu cung Chân Hoàn truyện của Lưu Liễm Tử (流瀲紫) cũng lấy một phần hình tượng của Chân phu nhân.
Bộ Manga Thương thiên hàng lộ (蒼天航路; そうてんこうろ Sōten Kōro; Beyond the Heavens) của Vương Hân Thái (王欣太; King GONTA), kể về cuộc đời của Tào Tháo, cũng có nhân vật Chân phu nhân. Trong truyện, Chân thị được gọi là Chân Diêu (甄姚).
Trong các tác phẩm đại chúng của Nhật Bản, như loạt trò chơi điện tử Dynasty Warriors, Chân thị thường được gọi là Chân cơ (甄姫 Shinki).
Một số phim truyền hình nổi tiếng về Chân phu nhân:
| Năm  | Phim truyền hình                                            | Diễn viên       | Nhân vật  |
| 2002 | Lạc Thần (洛神)                                             | Thái Thiếu Phân | Chân Lạc  |
| 2013 | Tân Lạc Thần (新洛神)                                       | Lý Y Hiểu       | Chân Phục |
| 2017 | Quân sư liên minh (军师联盟)                                | Trương Chỉ Khê  | Chân Phục |
| 2018 | Tam Quốc cơ mật chi Tiềm long tại uyên (三国机密之潜龙在渊) | Uông Tiểu Mẫn   | Chân Phục |